# Benedykt Koźmińczyk
Benedykt Koźmińczyk z Koźmina, inne formy nazwiska: Benedictus Cosminensis, Czarny, Koźmińczyk, (ur. w 1497 w Koźminie Wielkim w Wielkopolsce, zm. 28 listopada 1559) – humanista, profesor Akademii Krakowskiej, poeta polsko-łaciński, kaznodzieja.

## Życiorys
Urodził się w rodzinie mieszczańskiej. W półroczu letnim 1520 zapisał się na Akademię Krakowską. Po uzyskaniu w roku 1525 mistrzostwa sztuk wyzwolonych, wykładał jako docent od półrocza letniego 1525 do półrocza zimowego 1533/1534, komentując autorów starożytnych. Równocześnie od 17 września 1525 do 11 lutego 1534 kierował jako senior bursą Jerozolimską. W półroczu letnim 1534 został powołany do Kolegium Mniejszego, rok później do Kolegium Większego. W roku 1541 przeszedł z wydziału filozoficznego, którego w półroczu zimowym 1535/1536 był dziekanem, na wydział teologiczny. 4 lutego 1553 uzyskał doktorat teologii w obecności Zygmunta Augusta. W roku 1551 występował jako doradca teologiczny kapituły krakowskiej na synodzie w Piotrkowie. Od roku 1550 był kaznodzieją katedry wawelskiej. W 1552 został archidiakonem sandomierskim. Piastował stanowisko wicekanclerza uniwersytetu i godność kustosza kapituły św. Floriana. W testamencie wyznaczył stały fundusz ze swego majątku na zakup ważniejszych nowości wydawniczych w językach: greckim, hebrajskim i łacińskim, dla biblioteki Kolegium Wyższego.

## Twórczość
Autor epigramów i wierszy okolicznościowych, a także epitalamium na ślub Jadwigi, córki Zygmunta Starego, z Joachimem księciem brandenburskim. Sławę zdobył jako znawca literatury antycznej (mówiono o nim „polski Erazm”) oraz mówca.

### Ważniejsze utwory
- Epithalamion... Joachimi marchionis Branderburgensis, Kraków 1535, drukarnia M. Szarffenberg
- Observationes latini sermonis, (utwór nieznany, wiad. podał S. Starowolski Scriptorum Polonicorum Hekatontas, wyd. 2, Wenecja 1627)
- Sermones sacrae, (utwór nieznany, wiad. podał S. Starowolski Scriptorum Polonicorum Hekatontas, wyd. 2, Wenecja 1627)
- De vetere religione, (utwór nieznany, wiad. podał S. Starowolski Scriptorum Polonicorum Hekatontas, wyd. 2, Wenecja 1627)
- wiersz łaciński Ad lectorem, przy: M. Szadek Judicium astrologicum, Kraków 1529, drukarnia H. Wietor
- wiersz łaciński Ad lectorem, przy: M. Szadek Judicium astrologicum, Kraków 1531, drukarnia M. Szarffenberg
- wiersz łaciński Ad lectorem, przy: M. Szadek Judicium et significatio cometae, Kraków 1531, drukarnia F. Ungler
- wiersz łaciński na cześć hetmana Jana Tarnowskiego, przy: S. Sacharinus Descriptio duorum certaminum, 1531; Kraków, drukarnia H. Wietor

### Wydania zbiorowe
- Benedicti a Cosmin quae supersunt Carmina, wyd. J. Pawlikowski Spr. c. k. Gimn. Nowodworskiego, czyli Św. Anny w Krakowie za rok szkolny 1894, Kraków 1894

### Prace edytorskie
- M. T. Cicero Pro rege Deiotaro, Kraków 1531, drukarnia M. Szarffenberg (tu wiersz łacińskiego wydawcy)
- M. Lucanus Pharsalia, Kraków 1533, drukarnia M. Szarffenberg
- C. Nepos Vita G. Pomponii Attici, Kraków 1533, drukarnia F. Ungler
- Plinius Secundus Caecilius Panegiricus Traiano Augusto dictus, Kraków 1536, drukarnia H. Wietor

### Listy
- Ekscerpt z listu do S. Hozjusza, dat. 19 lutego 1555, wyd. w: S. Hozjusz „Epistolae”, t. 2, cz. 1, Kraków 1886, Acta Historica Res Gestas Poloniae Illustrantia, t. 9, s. 515
- M. Gallinius Prossoviensis Ad... M. Benedictum Cosminium epistola, Kraków 1535, drukarnia H. Wietor